# Eddie Ndopu
Eddie Ndopu, né en 1990, est un militant sud-africain des droits des personnes en situation de handicap. Il figure parmi les 17 défenseurs mondiaux désignés par le Secrétaire général des Nations Unies pour promouvoir les Objectifs de développement durable.

## Biographie

### Origines et vie privée
Eddie Ndopu naît en Namibie en 1990 après l'exil de sa mère célibataire de l'Afrique du Sud pour échapper au régime de l'apartheid,.
Diagnostiqué à deux ans avec une atrophie musculaire spinale, une maladie dégénérative du système nerveux, son pronostic vital est initialement à jusqu’à l’âge de cinq ans à vivre.
À neuf ans, il rejoint sa famille au Cap, en Afrique du Sud.

### Éducation
En 2008, Ndopu fait partie de la toute première promotion de l’African Leadership Academy.
Ensuite, il poursuit ses études au Canada, où il obtient avec mention très bien un diplôme en études interdisciplinaires à l'Université Carleton,. Pendant cette période, son travail est reconnu à Yale où il est invité pour le présenter lors d’un « Master's Tea ».
Entre 2016 et 2017, Ndopu, qui se définit comme queer et féministe, est devenu le premier étudiant africain atteint d’un handicap dégénératif à intégrer l’Université d'Oxford grâce à une bourse complète à la Blavatnik School of Government,. Au Somerville College, il obtient une maîtrise en politique publique.

### Parcours humanitaire
En tant que membre du programme Global Changemakers, Ndopu participe au Forum économique mondial consacré à l’Afrique au cours duquel il échange avec Klaus Schwab, le fondateur et président exécutif du Forum.
Associé de programme pour le projet Global Minimum InLabs, lancé par la Clinton Global Initiative, il occupe le poste de coordinateur régional de la jeunesse pour l’Afrique chez Amnesty International. En 2009, il lance la Stratégie mondiale pour l’éducation inclusive, une campagne dédiée à garantir l’accès à l’éducation aux enfants en situation de handicap dans les pays en développement.
En 2018, il devient lambassadeur mondial pour Humanité & Inclusion pour défendre davantage les droits des enfants en situation de handicap dans les pays en développement.
En 2019, Antonio Guterres, alors Secrétaire général des Nations Unies, choisit Ndopu parmi 17 leaders influents pour devenir un ambassadeur clé des Objectifs de développement durable.

## Reconnaissance
En 2008, Ndopu est sélectionné pour le programme Global Changemakers, ce qui lui permet departiciper Forum économique mondial en Afrique du Sud. Son influence et ses idées ont rapidement été reconnues à l’échelle internationale : Pacific Standard l’a classé parmi les « 30 meilleurs penseurs de moins de 30 ans ». 
Il est désigné comme l’une des 50 personnes handicapées les plus influentes au monde par Shaw Trust et Powerful Media et en 2019, le Mail & Guardian d’Afrique du Sud  l'inclut dans sa liste annuelle des « 200 meilleurs jeunes Sud-Africains ».

## Note et références
- (en) Cet article est partiellement ou en totalité issu de l’article de Wikipédia en anglais intitulé « Eddie Ndopu » (voir la liste des auteurs).

1. 1 2 3 4  (en) Andrews, « The 30 Top Thinkers Under 30: Eddie Ndopu », Pacific Standard, 14 juin 2017 (consulté le 4 mai 2019)
2. 1 2  (en-US) « No Looking Back: Eddie Ndopu Makes Space for a Historic 2018 », African Leadership Academy, 26 janvier 2018 (consulté le 4 mai 2019)
3. ↑  (en-GB) Pye, « Eddie Ndopu, Oxford's first disabled African student, might not be able to attend | Cherwell », 24 août 2016 (consulté le 4 mai 2019)
4. 1 2  (en-US) « Edward Ndopu », African Leadership Academy (consulté le 4 mai 2019)
5. 1 2  (en) Pilane, « Eddie Ndopu is ready, willing and able to conquer space », The M&G Online, 11 juillet 2016 (consulté le 4 mai 2019)
6. ↑  « Edward Ndopu », World Economic Forum (consulté le 4 mai 2019)
7. ↑  (en-GB) « Oxford University's first disabled African scholar is being prevented from beginning his studies », gal-dem, 23 août 2016 (consulté le 4 mai 2019)
8. ↑  (en) « Eddie Ndopu becomes Humanity & Inclusion's ambassador », Eddie Ndopu becomes Humanity & Inclusion's ambassador (consulté le 4 mai 2019)
9. ↑  « Sustainable Development Goals Engagement Reaches New Heights at Largest Ever Global Festival of Action| Meetings Coverage and Press Releases », www.un.org (consulté le 4 mai 2019)
10. ↑  (en-US) newsdesk, « World's top 50 influential disabled people . . . », All Together Now, 25 octobre 2016 (consulté le 4 mai 2019)